# 米原市
米原市（日语：／ Maibara shi */?）是位於日本滋賀縣東北部的城市，轄區位於琵琶湖東岸伊吹山地和鈴鹿山脈之間的隘口前，因此自古即是重要的交通要道，目前高速公路有名神高速公路和北陸自動車道，鐵路有東海道新幹線、東海道本線、北陸本線在此交會。
與北側的長濱市屬共同的生活圈，因而被歸入長濱都市圈的範圍內。

## 人口
| 米原市人口分布圖 |                                               |  |
| 米原市與日本全國年齡別人口分布比較圖 （2005年資料） | 米原市的年齡、男女別人口分布圖 （2005年資料） |  |
| ■紫色是米原市 ■綠色是全国 | ■藍色是男性 ■紅色是女性                       |  |
| 米原市人口變化 \| 1970年 \| 39,128人 \| \| \| 1975年 \| 39,272人 \| \| \| 1980年 \| 39,335人 \| \| \| 1985年 \| 39,739人 \| \| \| 1990年 \| 39,600人 \| \| \| 1995年 \| 40,557人 \| \| \| 2000年 \| 41,251人 \| \| \| 2005年 \| 41,009人 \| \| \| 2010年 \| 40,060人 \| \| \| 2015年 \| 38,719人 \| \| \| 2020年 \| 37,225人 \| \| |                                               |  |
| 資料來源：日本總務省統計中心提供之人口普查數據 |                                               |  |
| 1970年 | 39,128人                                      |  |
| 1975年 | 39,272人                                      |  |
| 1980年 | 39,335人                                      |  |
| 1985年 | 39,739人                                      |  |
| 1990年 | 39,600人                                      |  |
| 1995年 | 40,557人                                      |  |
| 2000年 | 41,251人                                      |  |
| 2005年 | 41,009人                                      |  |
| 2010年 | 40,060人                                      |  |
| 2015年 | 38,719人                                      |  |
| 2020年 | 37,225人                                      |  |

## 歷史

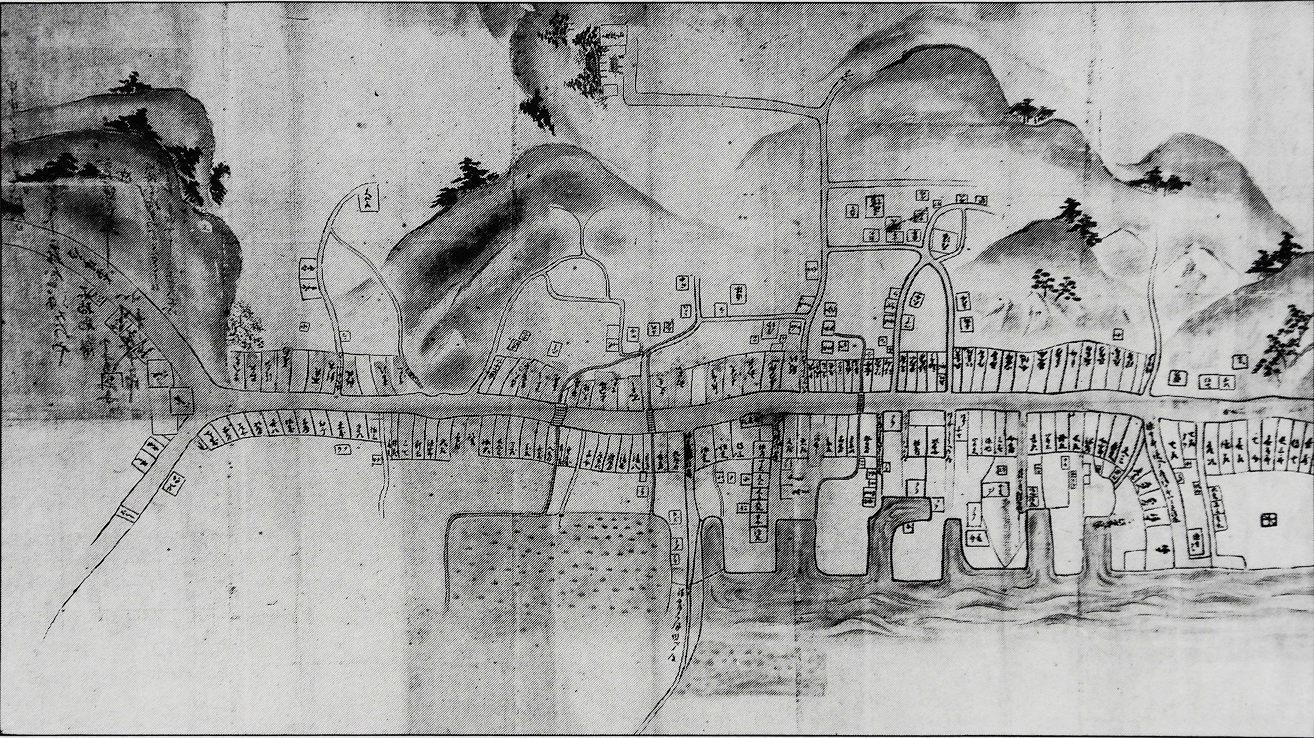
18世紀初的米原町繪圖

本地過去在令制國時代屬於近江國，除北部位於伊吹山以北的山區屬於淺井郡外，其餘大部分區域都屬於坂田郡，在3世紀至5世紀期間的豪族息長氏一般被認為即是以此為根據地，11世紀後成為京極氏掌控北近江的據點，直到15世紀後被其家臣淺井氏取代。
由於位於東山道通過不破關的隘口之前，過去在郡內曾有多個宿場。進入江戶時代後，中山道六十九次在此共設有三個宿場，其中北陸道也以這裡作為起點。
在江戶時代結束前，大部分區域都是彥根藩的領地，但也有小部分區域屬於郡山藩、近江宮川藩、丸龜藩、山形藩、水口藩、紀州藩、旗本領，而北部伊吹山以北的山區則是幕府的直屬領地。
19世紀末明治維新後，幕府直屬領地和旗本領先後被劃入大津裁判所和大津縣，其餘區域在1871年實施廢藩置縣後改隸屬彥根縣、郡山縣、宮川縣、水口縣、山上縣，直到1872年的第一次府縣整併後，全數區域改劃入長濱縣，雖然長濱縣在僅三個月後更名為犬上縣，但1872年年底犬上縣又與滋賀縣合併為現在的滋賀縣。
1889年日本實施町村制，現在的米原市轄區在當時分屬柏原村、春照村、伊吹村、大原村、東黑田村、醒井村、南箕浦村、入江村、法性寺村、息長村、東草野村共11個行政區劃，其中的入江村也就是位於現在米原市主要市區的部分在1923年升格並更名為米原町；在1950年代的昭和大合併期間，這11個行政區劃被整併為位於最南部的米原町、位於西部鄰琵琶湖的近江町、位於東部伊吹山山麓的山東町、位於北部伊吹山周邊山區的伊吹村，其中伊吹村在1971年升格為伊吹町。
2000年代日本政府啟動平成大合併，米原町、伊吹町、山東町於2005年2月合併為米原市，同年10月近江町也被併入米原市，組成現在的米原市。

### 變遷表
| 1889年4月1日 | 1889年 - 1912年           | 1912年 - 1944年                   | 1945年 - 1954年                   | 1955年 - 1989年            | 1955年 - 1989年            | 1989年 - 現在              | 現在                       |
| ------------ | ------------------------- | --------------------------------- | --------------------------------- | -------------------------- | -------------------------- | -------------------------- | -------------------------- |
| 法性寺村     | 1897年3月1日 設立神田村   | 1897年3月1日 設立神田村           | 1943年4月1日 合併為長濱市         | 1943年4月1日 合併為長濱市  | 1943年4月1日 合併為長濱市  | 2006年2月13日 合併為長濱市 | 2006年2月13日 合併為長濱市 |
| 法性寺村     | 法性寺村                  | 1942年4月1日 合併為坂田村         | 1942年4月1日 合併為坂田村         | 1955年4月1日 合併為近江町  | 1955年4月1日 合併為近江町  | 2005年10月1日 併入米原市   | 米原市                     |
| 息長村       | 1894年12月1日 設立日撫村  | 1942年4月1日 合併為坂田村         | 1942年4月1日 合併為坂田村         | 1955年4月1日 合併為近江町  | 1955年4月1日 合併為近江町  | 2005年10月1日 併入米原市   | 米原市                     |
| 息長村       | 息長村                    |                                   |                                   | 1955年4月1日 合併為近江町  | 1955年4月1日 合併為近江町  | 2005年10月1日 併入米原市   | 米原市                     |
| 柏原村       | 柏原村                    | 柏原村                            | 柏原村                            | 1955年7月10日 合併為山東町 | 1955年7月10日 合併為山東町 | 2005年2月14日 合併為米原市 | 米原市                     |
| 大原村       |                           |                                   |                                   | 1955年7月10日 合併為山東町 | 1955年7月10日 合併為山東町 | 2005年2月14日 合併為米原市 | 米原市                     |
| 東黑田村     |                           |                                   |                                   | 1955年7月10日 合併為山東町 | 1955年7月10日 合併為山東町 | 2005年2月14日 合併為米原市 | 米原市                     |
| 醒井村       | 醒井村                    | 醒井村                            | 醒井村                            | 1956年9月1日 合併為米原町  | 1956年9月1日 合併為米原町  | 2005年2月14日 合併為米原市 | 米原市                     |
| 南箕浦村     | 1891年4月1日 改名為息郷村 | 1891年4月1日 改名為息郷村         | 1891年4月1日 改名為息郷村         | 1956年9月1日 合併為米原町  | 1956年9月1日 合併為米原町  | 2005年2月14日 合併為米原市 | 米原市                     |
| 入江村       | 入江村                    | 1923年11月15日 改制並更名為米原町 | 1923年11月15日 改制並更名為米原町 | 1956年9月1日 合併為米原町  | 1956年9月1日 合併為米原町  | 2005年2月14日 合併為米原市 | 米原市                     |
| 春照村       | 春照村                    | 春照村                            | 春照村                            | 1956年9月1日 合併為伊吹村  | 1971年2月1日 改制為伊吹町  | 2005年2月14日 合併為米原市 | 米原市                     |
| 伊吹村       |                           |                                   |                                   | 1956年9月1日 合併為伊吹村  | 1971年2月1日 改制為伊吹町  | 2005年2月14日 合併為米原市 | 米原市                     |
| 東草野村     |                           |                                   |                                   | 1956年9月1日 合併為伊吹村  | 1971年2月1日 改制為伊吹町  | 2005年2月14日 合併為米原市 | 米原市                     |

### 「米原」的日文發音
「米原」的地名是源於過去本地生長了大片蘆葦、荻的禾本科植物，使得進入此片區域的人容易因視線受到阻擋而迷路，因而最初被稱為「迷原」；隨著此地逐漸被開發後，大量的蘆葦和荻消失後，地名便被改稱為「米原」，米原的日文發音同時有（Maihara）和（Maibara）兩種，過去本地地名是以（Maihara）發音。
1889年官設鐵道在此設立車站時，雖然當時車站所在地的行政區劃為入江村，不過仍決定採用了過去的舊地名「米原」作為站名，但在決定站名時，卻是以（Maibara）作為發音。而入江村在1923年升格改制為町時，同時決定更名為「米原町」，並繼續採用過去原有的發音（Maihara），也因此形成行政區劃名與車站名發音不同的狀況。
之後再1980年北陸自動車道完成米原路段時，在此設立的米原系統交流道、米原交流道及米原本線收費站最初都採用米原車站的發音（Maibara），直到2001年才配合米原町的行政區劃名稱更改為（Maihara）。
2003年米原町與同屬坂田郡的山東町、伊吹町在規劃合併時，同時將「米原（まいばら）」（Maibara）」和「米原（まいはら）」（Maihara）與其他的「坂田」、「伊吹山」一同列入新市名的選項，最終決定以全日本較為熟知的米原車站發音（Maibara）做為新市名的發音；此後雖然城市名稱發音與車站發音一致了，但卻也仍有高速公路的兩個交流道及收費站持續使用過去的舊發音，使得市內仍然是同時存有兩種不同發音的用法。

## 交通

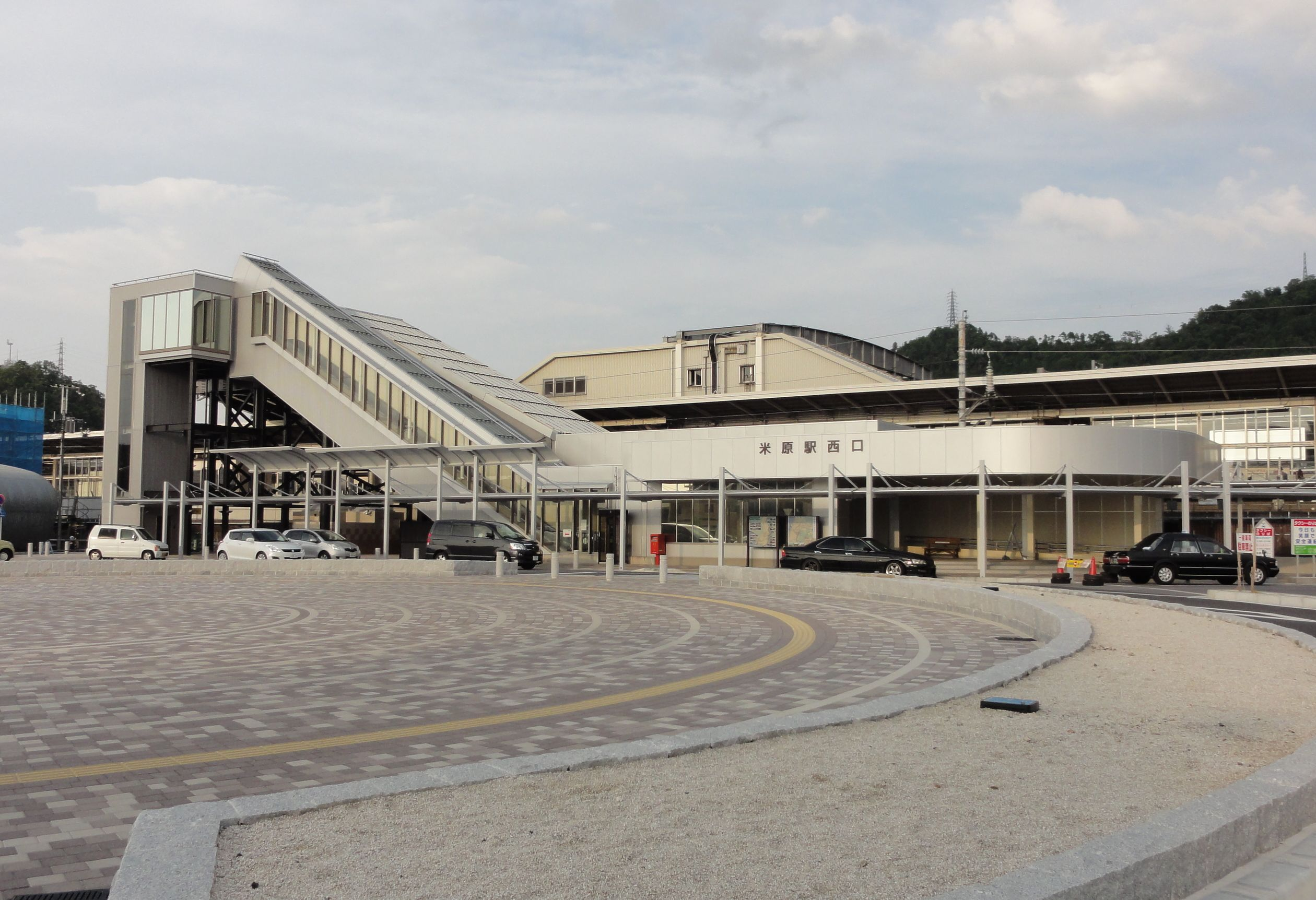
米原車站西口

位於市區內的米原車站不但是市內的主要車站，也是東海道新幹線、東海道本線、北陸本線、近江鐵道本線共四條鐵路路線的交會站，也因此成為西日本各地要前往滋賀縣北部、	福井縣、石川縣的主要轉乘車站。
米原車站同時也是東海旅客鐵道和西日本旅客鐵道的邊界車站，在米原車站以東的鐵路屬於東海旅客鐵道，以北及以南的鐵路則屬於西日本旅客鐵道。
連結東西日本的主要高速公路名神高速公路也在此分出往北可前往北陸地方的北陸自動車道，因此米原市不論在鐵路交通還是公路交通都是轉往日本海側北陸地方的重要樞紐。
市內的客運路線則有近江鐵道巴士和湖國巴士兩家業者所經營。

### 鐵路
- 東海旅客鐵道
  - 東海道新幹線：（←關原町） - （米原市） - （長濱市） - 米原車站 - （彥根市→）
  - 東海道本線：（←關原町） - 柏原車站 - 近江長岡車站 - 醒井車站 - 米原車站
- 西日本旅客鐵道
  - 東海道本線（琵琶湖線）：米原車站 - （彥根市→）
  - 北陸本線（琵琶湖線）：米原車站 - 坂田車站 - （長濱市→）
- 近江鐵道
  - 本線：米原車站 - （彥根市→）

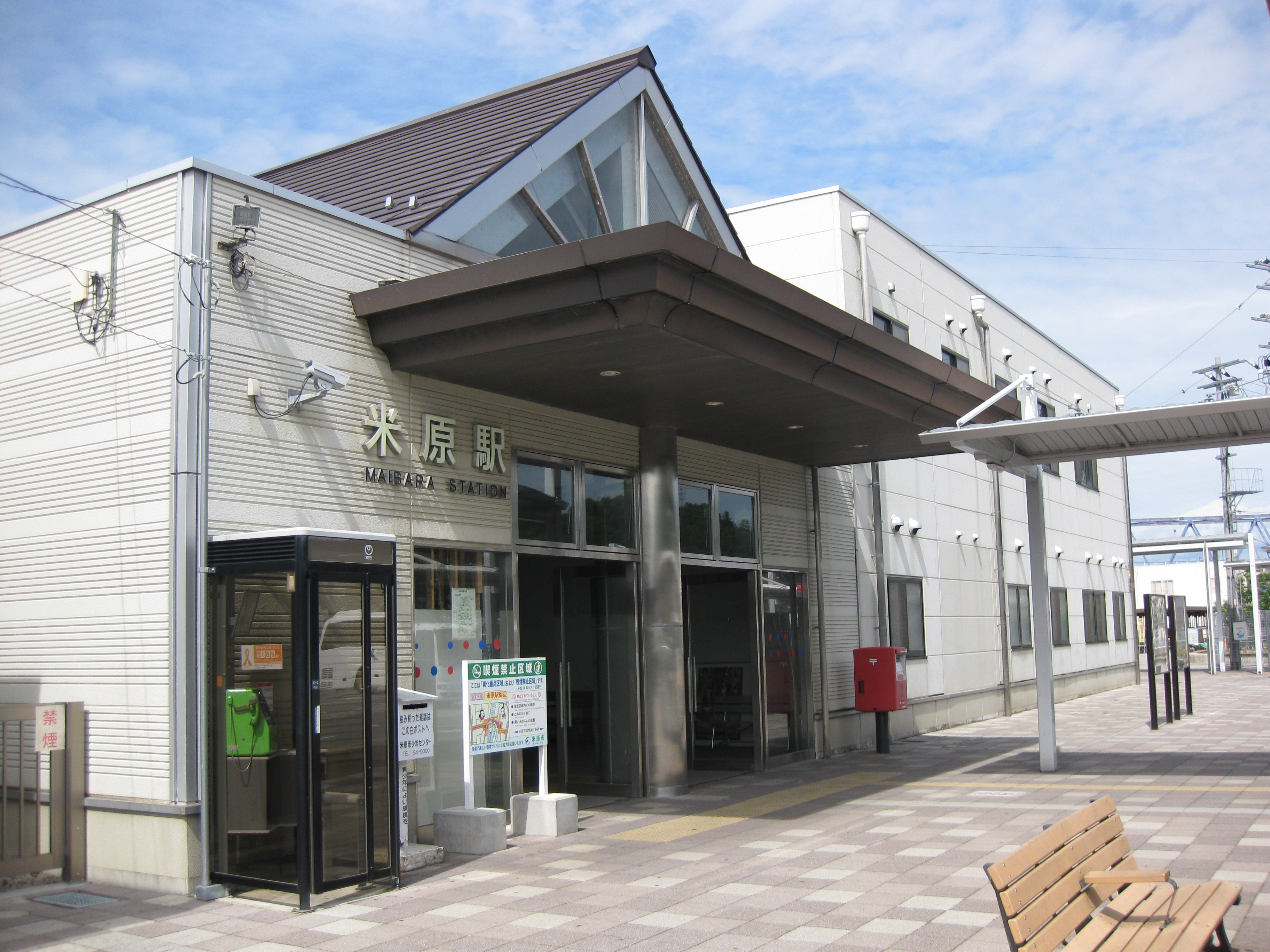
米原車站東口
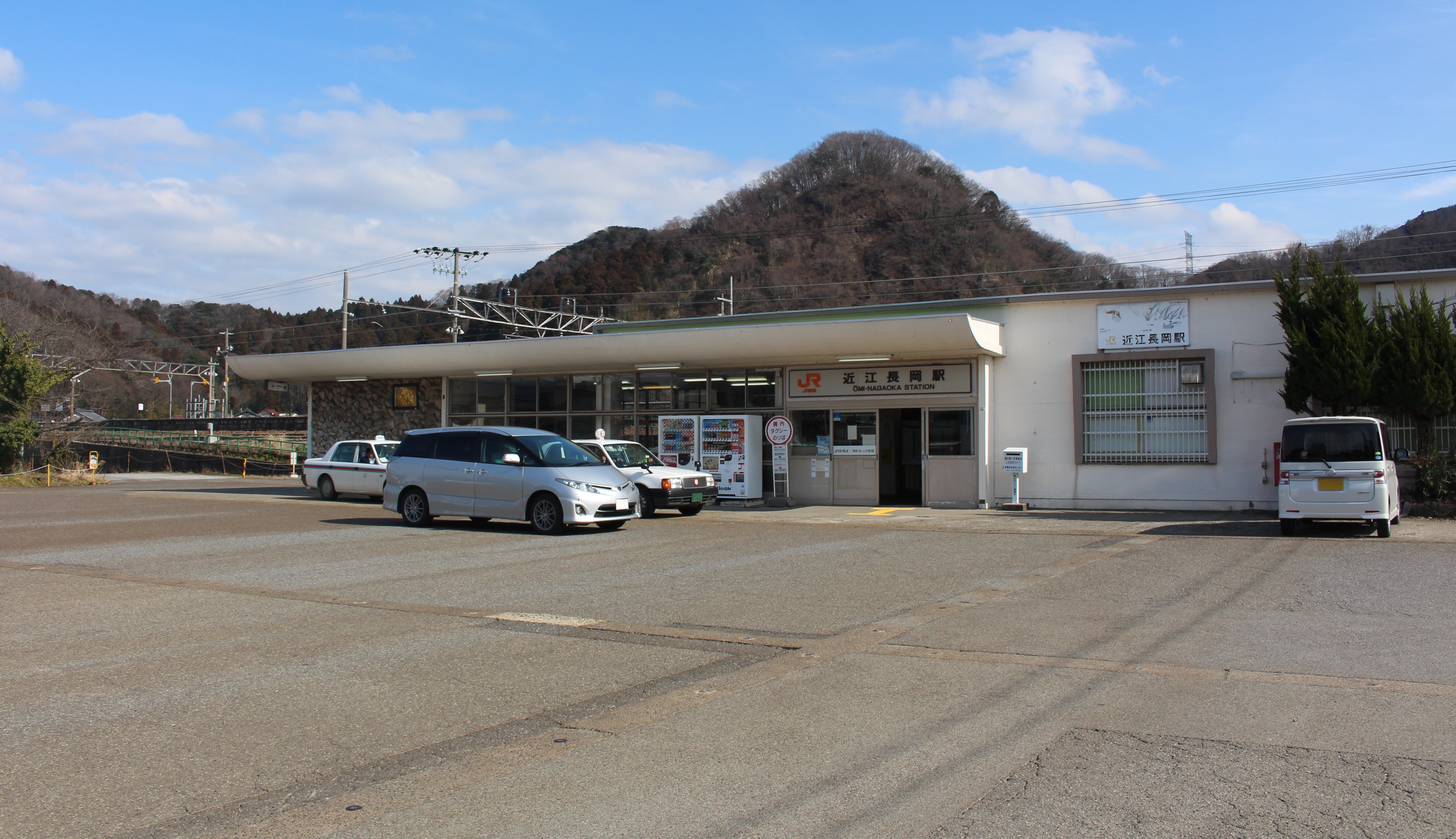
近江長岡車站
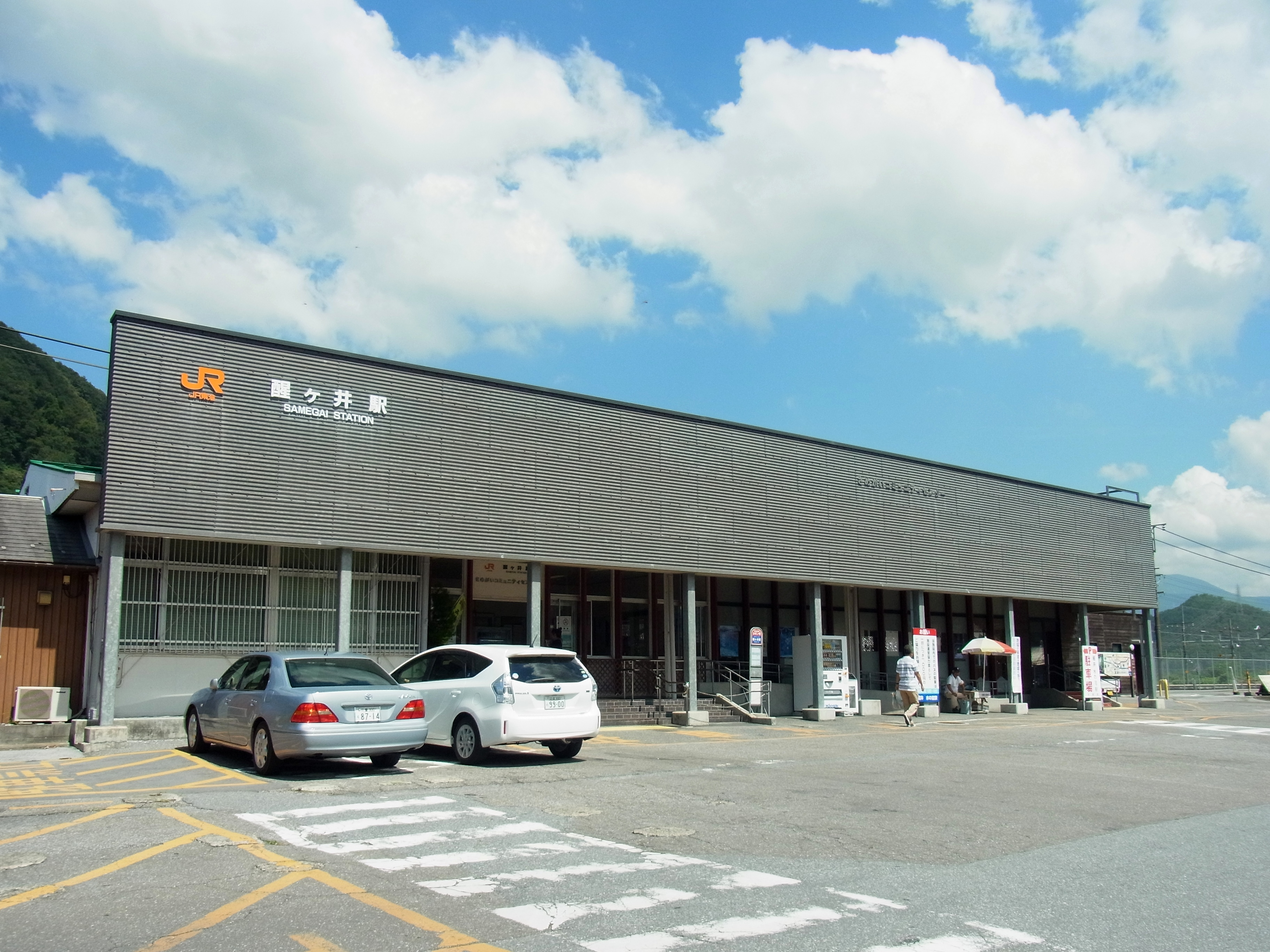
醒井車站

### 公路
高速公路
- 名神高速道路：（關原町） - 伊吹休息區（日语：伊吹パーキングエリア） - 米原系統交流道（日语：米原ジャンクション） - （彥根市）
- 北陸自動車道：米原系統交流道 - 米原交流道（日语：米原インターチェンジ） - （長濱市）

## 觀光
位於北部的伊吹山是滋賀縣內高度最高的山峰，也是日本百名山之一，1950年琵琶湖國定公園成立時也被劃入公園的範圍內，其周邊山區為米原市內最主要的自然景觀環境，包括伊吹山上的野生高山植物形成的花海，在三島池棲息的候鳥绿头鸭，天野川的螢火蟲，在山區內還有關西地區規模最大擁有多達12條滑雪道的滑雪場-GRANSNOW奧伊吹。
在伊吹山南側與鈴鹿山脈的靈仙山之間的山谷區域則有過去中山道六十九次的柏原宿和醒井宿，至今仍可以見到過去的歷史建築。

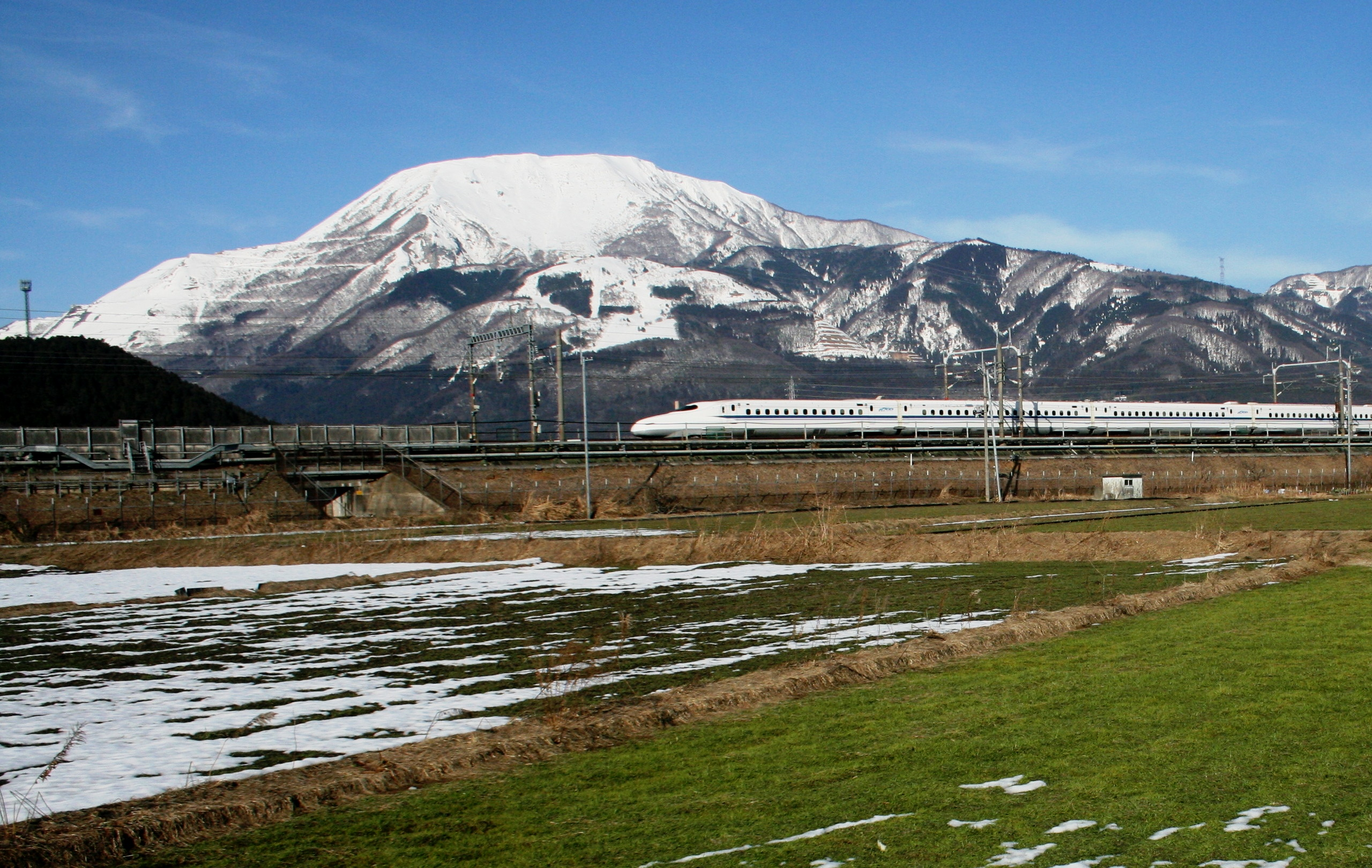
自米原市內東海道新幹線鐵路旁看到的伊吹山
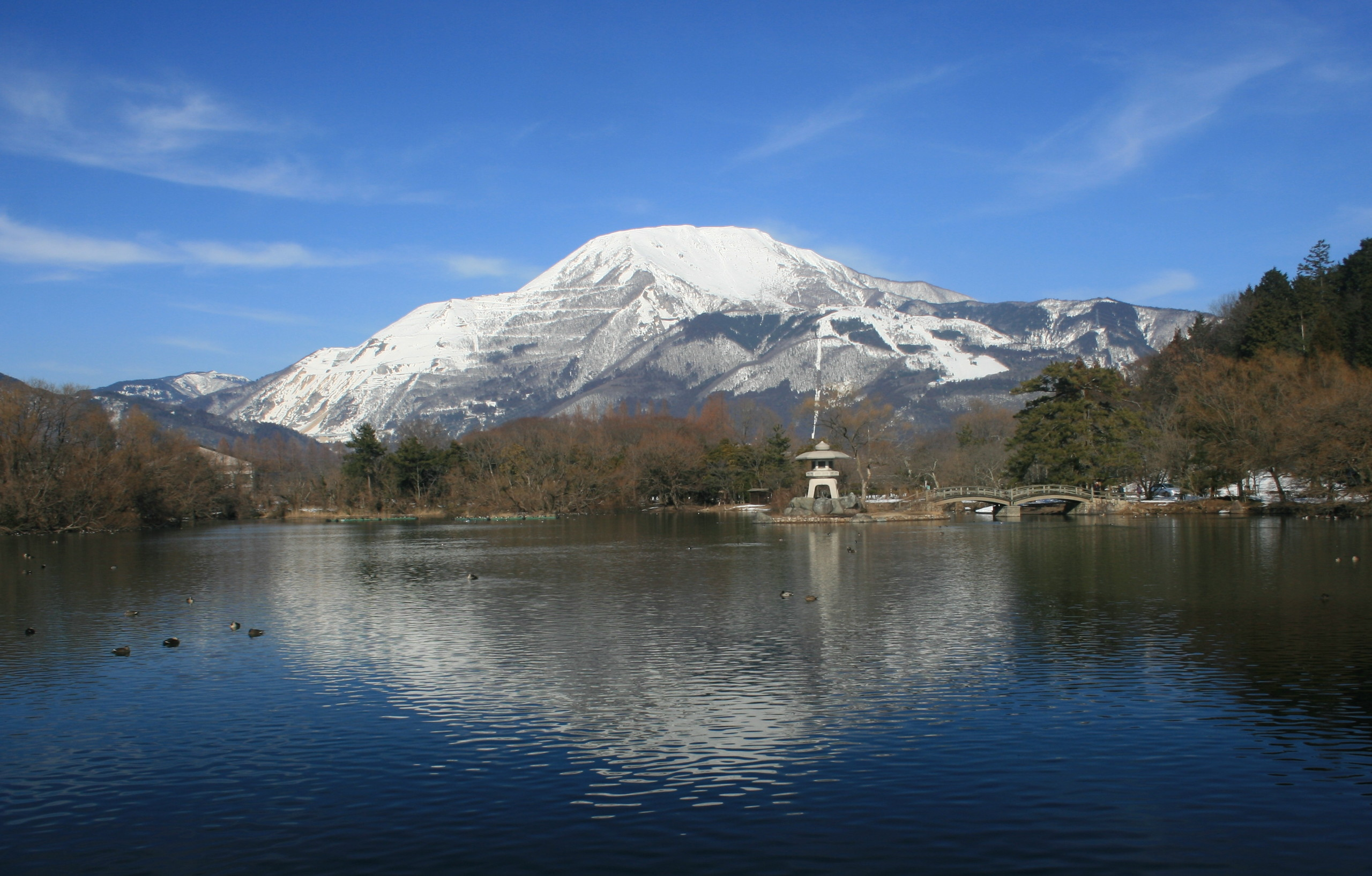
冬季的三島池和伊吹山
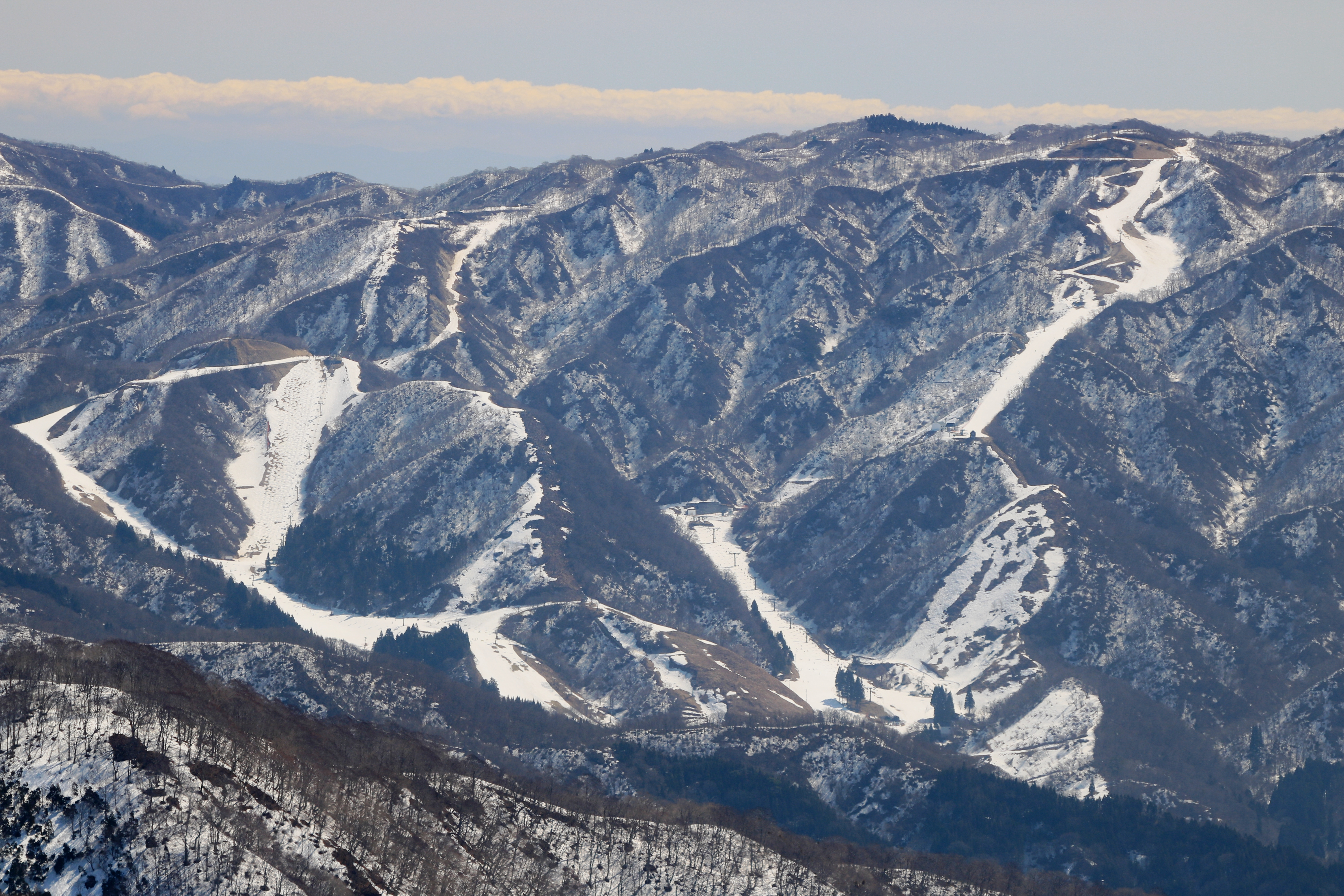
GRANSNOW奧伊吹滑雪道全景
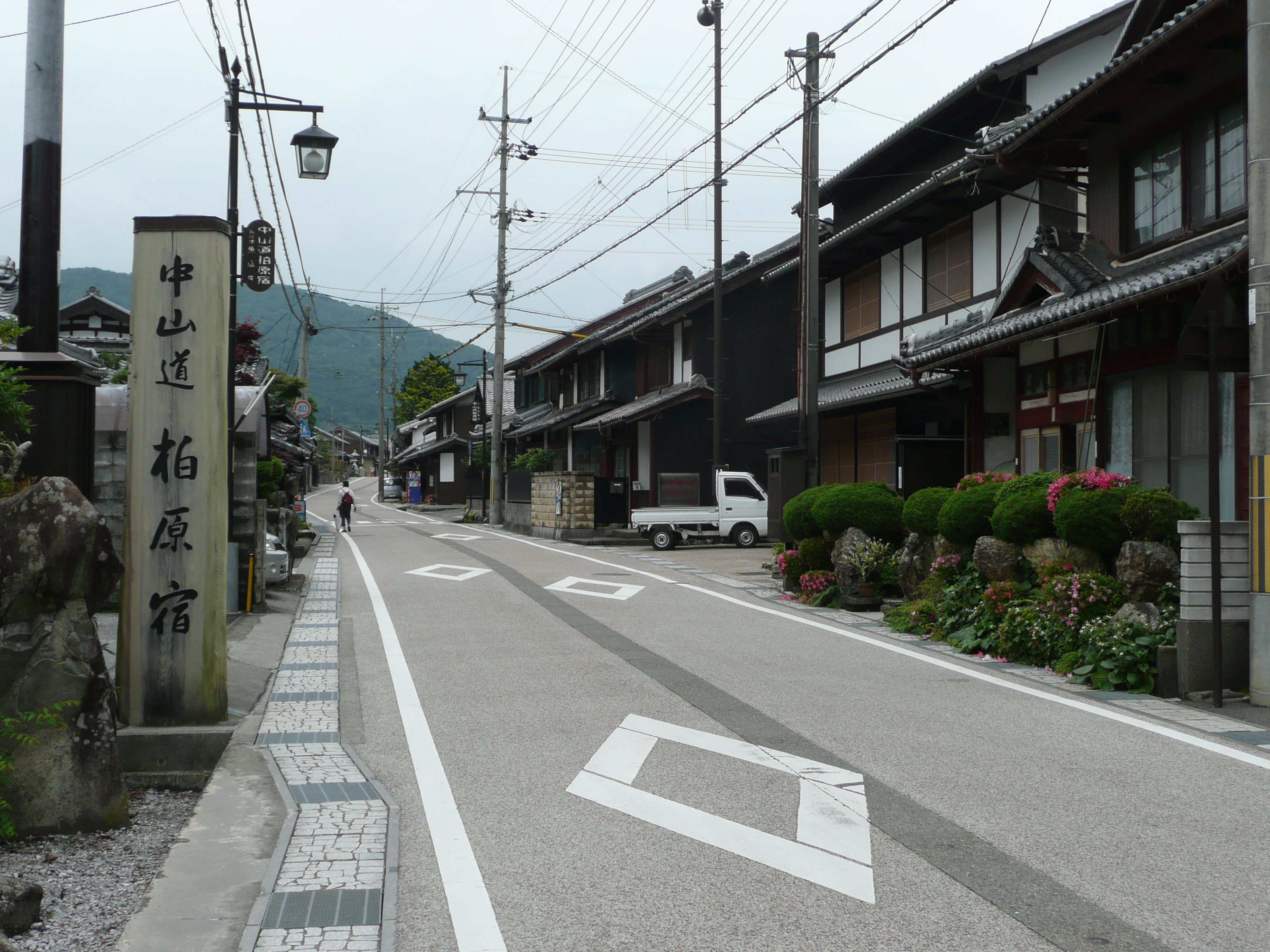
柏原宿街道
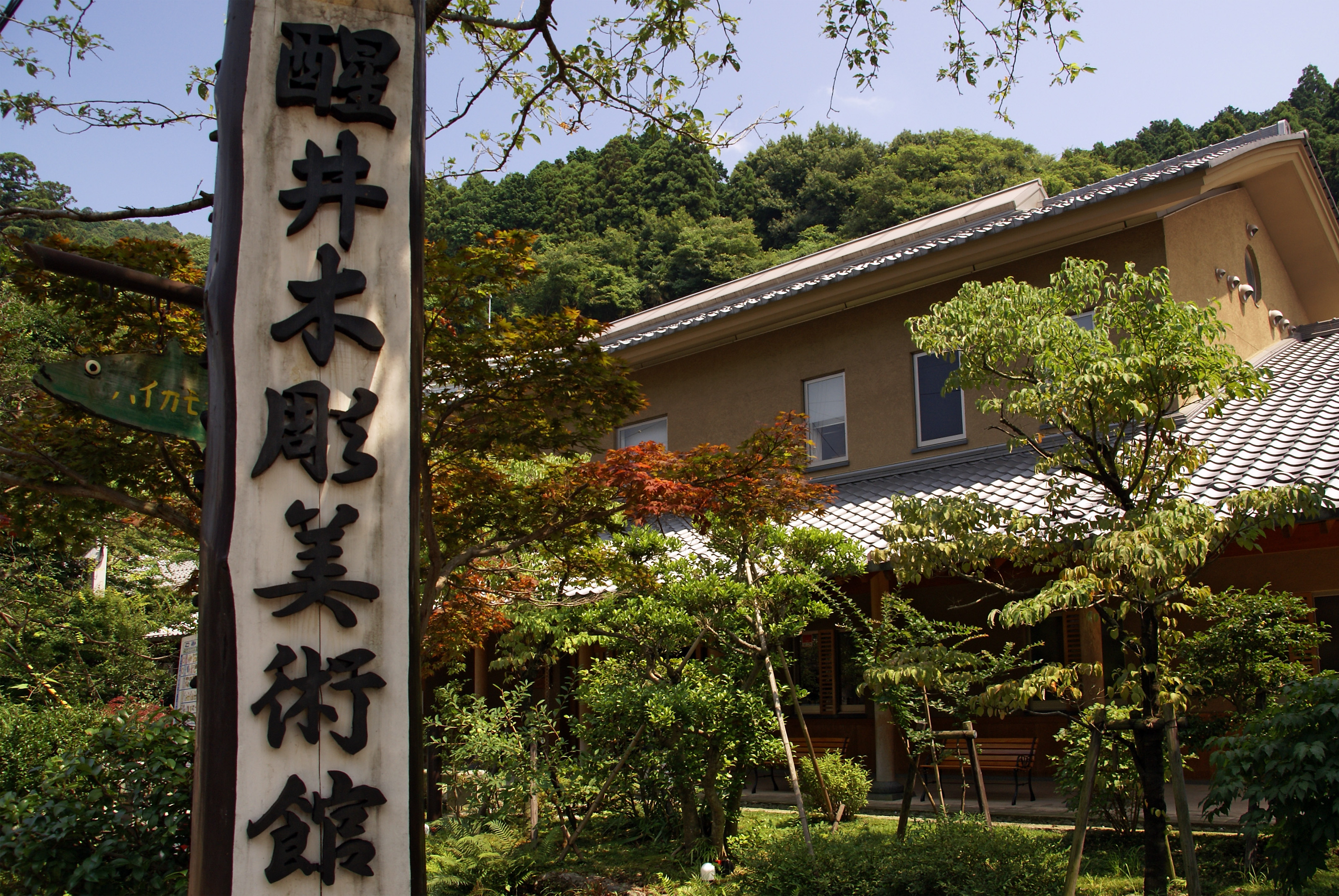
醒井木雕美術館
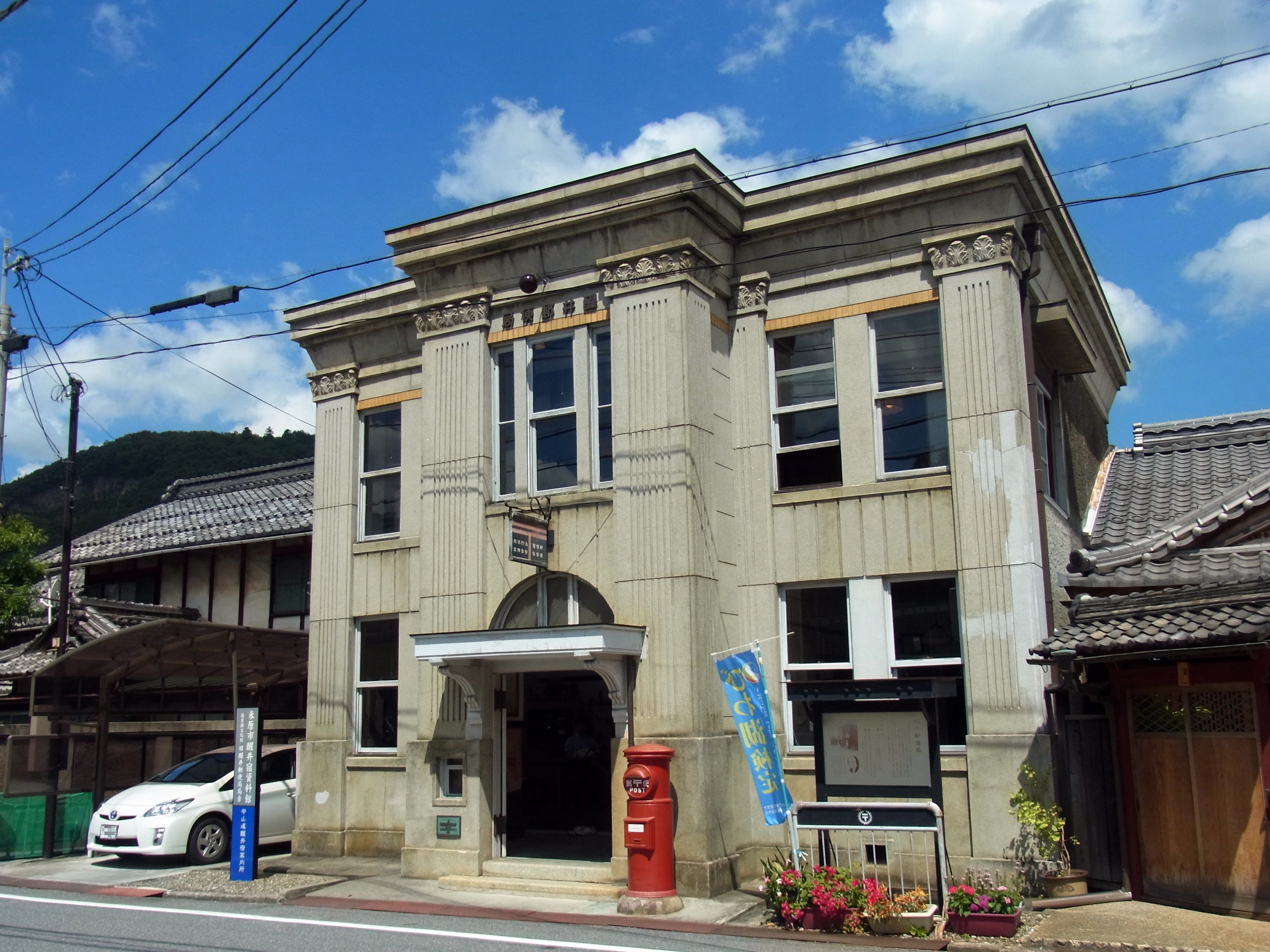
醒井宿資料館

## 教育

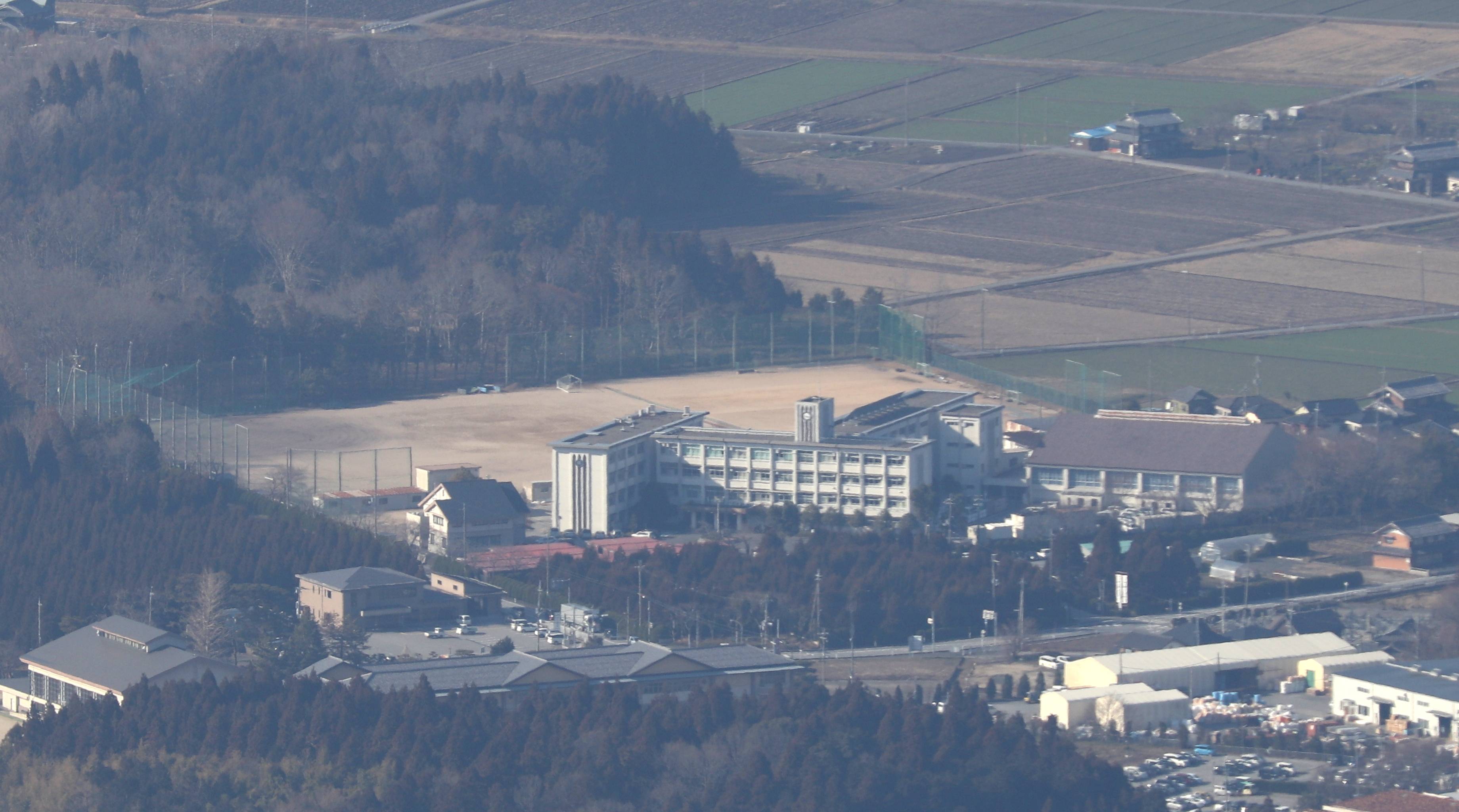
伊吹高等學校全景

米原市內沒有高等教育學校，也僅有滋賀縣立米原高等學校和滋賀縣立伊吹高等學校兩所高中，其中伊吹高等學校的曲棍球部為全日本高中曲棍球運動中的著名學校，其男女曲棍球隊已累積取得全日本冠軍頭銜超過二十次。

## 姊妹、友好城市

### 日本
- 丸龜市（香川縣）

## 外部連結
- （日語） 米原市政府的Facebook專頁
- （日語） YouTube上的米原市政府頻道
- （日語） 米原市的Instagram帳戶
- （日語） 長濱、米原、奧琵琶湖觀光情報站 （页面存档备份，存于）